# Staré Mitrovice
Staré Mitrovice jsou vesnice, část města Sedlec-Prčice v okrese Příbram ve Středočeském kraji. Nachází se dva kilometry východně od Prčice. Vesnicí protéká Záběhlický potok. V roce 2011 zde trvale žilo 31 obyvatel.
Staré Mitrovice leží v katastrálním území Dvorce u Sedlce o výměře 5,14 km².

## Historie
První písemná zmínka o vesnici pochází z roku 1358.

## Obyvatelstvo
| Rok            | 1869 | 1880 | 1890 | 1900 | 1910 | 1921 | 1930 | 1950 | 1961 | 1970 | 1980 | 1991 | 2001 | 2011 | 2021 |
| -------------- | ---- | ---- | ---- | ---- | ---- | ---- | ---- | ---- | ---- | ---- | ---- | ---- | ---- | ---- | ---- |
| Počet obyvatel | 72   | 93   | 59   | 65   | 61   | 67   | 62   | 57   | 59   | 47   | 43   | 38   | 38   | 31   | 34   |
| Počet domů     | 6    | 7    | 5    | 5    | 7    | 8    | 11   | 12   | 12   | 9    | 10   | 11   | 13   | 12   | 13   |

## Obecní správa
Při sčítání lidu v letech 1850–1979 Staré Mitrovice byly osadou obce Přestavlky, se kterým patřily nejprve do okresu Sedlčany, ale od roku 1960 v okrese Benešov. Od 1. ledna 1980 jsou částí města Sedlec-Prčice v okrese Benešov. Od 1. ledna 2007 vesnice přešla spolu s městem Sedlec-Prčice z okresu Benešov do okresu Příbram.

## Pamětihodnosti
Na západním okraji vesnice se dochovalo tvrziště zvané Na Ostrůvku. Je pozůstatkem tvrze ze čtrnáctého století, která byla zdejším panským sídlem a do vybudování zámku Nové Mitrovice.

## Další fotografie

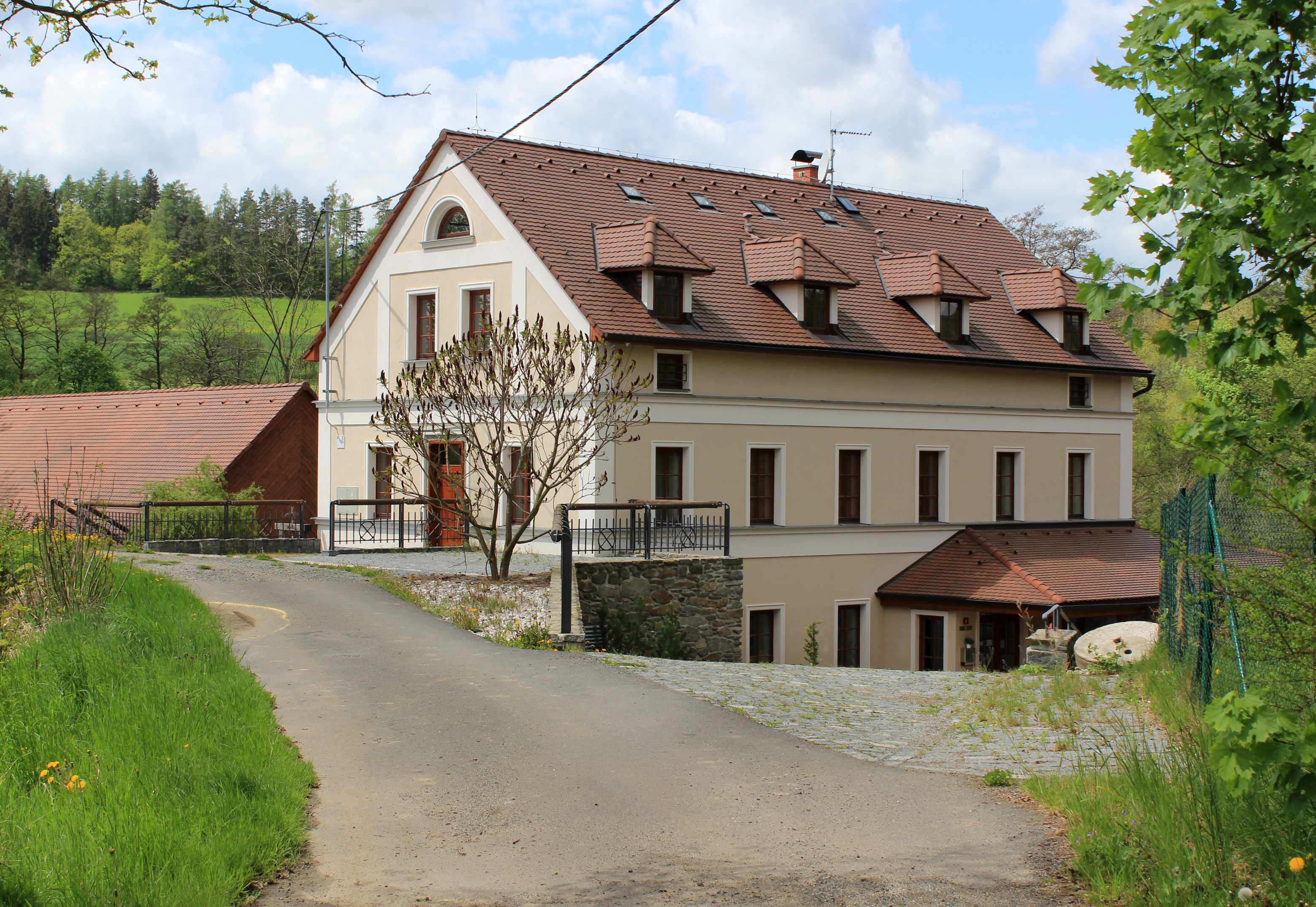
Renovovaný dům čp. 2
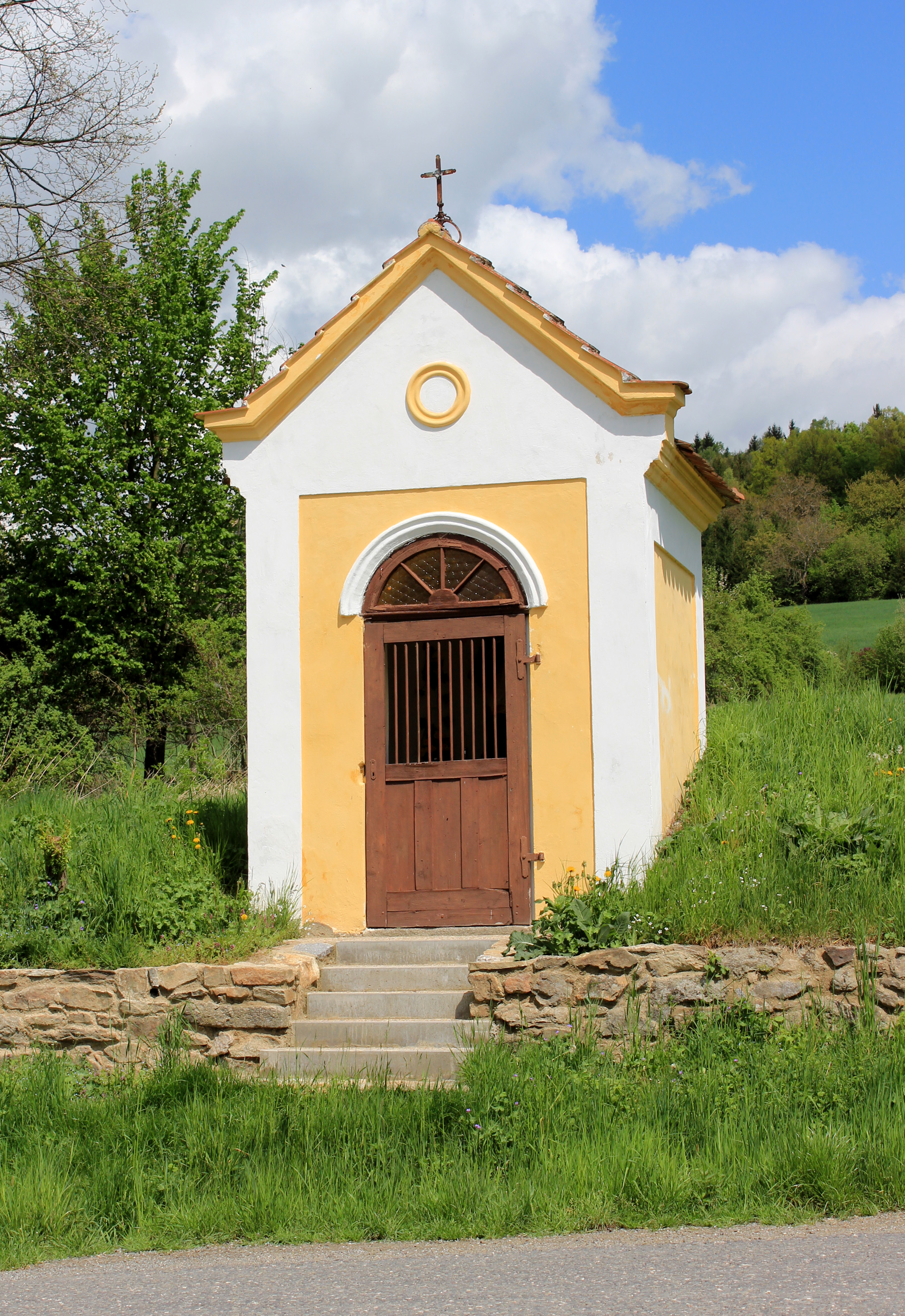
Kaplička u hlavní silnice
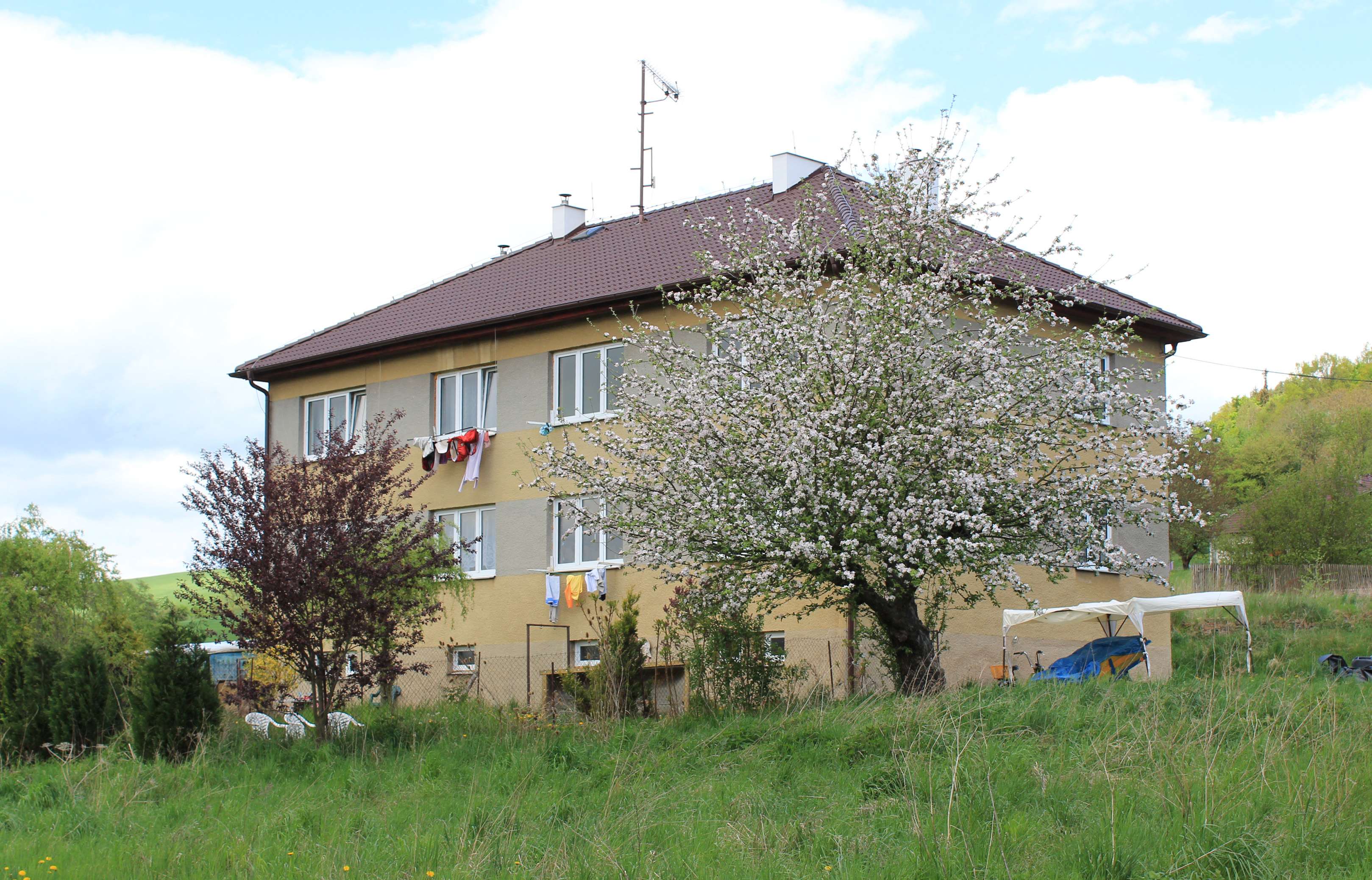
Bytovky
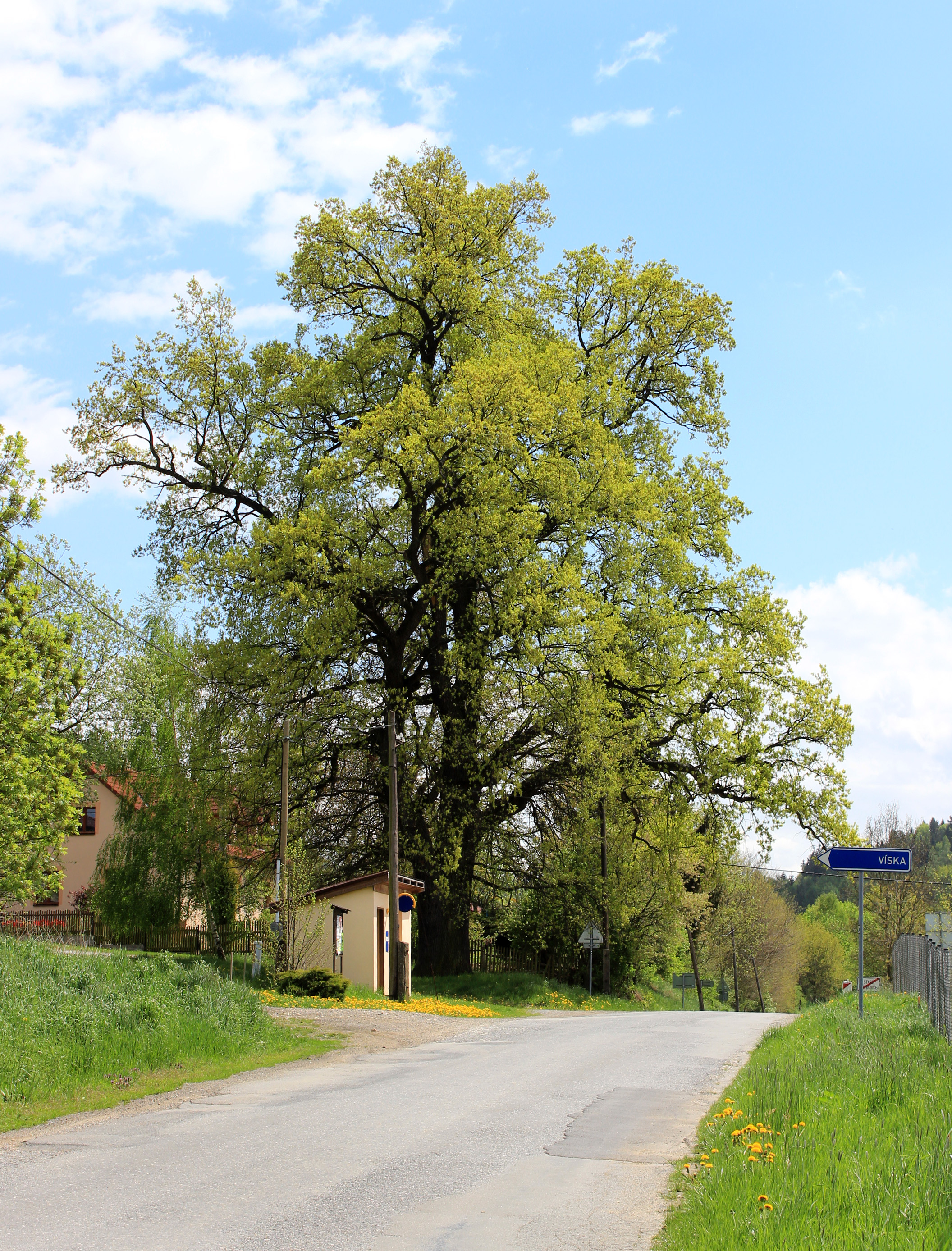
Mohutný dub u odbočky k Vísce